# Raffaele Buzzi
Pour les articles homonymes, voir Buzzi.
Raffaele Buzzi, né le 17 juillet 1995 à Tolmezzo, est un coureur du combiné nordique italien.

## Biographie
Membre des Carabinieri, Buzzi prend part à sa première compétition internationale en 2009, puis est présent aux Jeux olympiques de la jeunesse d'hiver de 2012, où il est cinquième. Il obtient ensuite deux podiums en Coupe OPA en 2014. Il fait ses débuts en Coupe du monde en février 2016, avant de marquer ses premiers points à Schonach (28e). En 2017, il reçoit sa première sélection en championnat du monde à Lahti.
Il a participé aux Jeux olympiques d'hiver 2018, pour se classer 40e et 34e en individuel, ainsi que huitième par équipes.
Durant la saison 2019-2020, Buzzi monte sur ses premiers podiums en Coupe continentale.

## Palmarès

### Jeux olympiques d'hiver
| Épreuve / Édition   | Individuel     | Individuel     | Par équipes Grand tremplin |
| Épreuve / Édition   | Petit tremplin | Grand tremplin | Par équipes Grand tremplin |
| JO 2018 Pyeongchang | 40e            | 34e            | 8e                         |
| JO 2022 Pékin       | 16e            | 22e            | 9e                         |

### Championnats du monde
| Épreuve / Édition             | Épreuve / Édition             | Lahti 2017 | Seefeld 2019 | Oberstdorf 2021 |
| ----------------------------- | ----------------------------- | ---------- | ------------ | --------------- |
| Gundersen                     | Petit tremplin                |            | 27e          | 31e             |
| Gundersen                     | Grand tremplin                | 37e        | 32e          |                 |
| Par équipes en petit tremplin | Par équipes en petit tremplin |            | 7e           | 7e              |
| Sprint par équipes            |                               |            |              |                 |

### Coupe du monde
- Meilleur classement général : 42e en 2021.
- Meilleur résultat individuel : 24e.

#### Classements en Coupe du monde
| Année     | Classement général final |
| 2016-2016 | 57e                      |
| 2017-2018 | 66e                      |
| 2018-2019 | 59e                      |
| 2019-2020 | 45e                      |
| 2020-2021 | 42e                      |
| 2021-2022 | 39e                      |
| 2022-2023 | 34e                      |

### Coupe continentale
- 4 podiums individuels.